# トリアナイト
トリアナイト(英: thorianite)は、希少なトリウム酸化鉱物である。
組成式はThO2で表される。
放射性元素であるトリウムを主成分とするため、放射性鉱物である。結晶構造は等軸晶系であり、モース硬度は6.5から7。別称をトリアン石、方トリウム鉱とも。
トリアナイトはもともと1904年にAnanda Coomaraswamyによって閃ウラン鉱であるとされていたが、Wyndham Dunstanにより新種の鉱物であると認められた。トリウムが含まれる割合が大きいことにちなみ命名された。ウラン、ランタン、セリウム、プラセオジム、ネオジムの酸化物も同様に含有する。
原子核崩壊によるヘリウムが存在するため、ピッチブレンドよりその放射線はやや弱いが、ガンマ線のため遮蔽は難しい。スリランカにある沖積層の宝石砂礫層で広く見られ、ほとんどの場合、水により摩耗し、小さく、重量があり、黒色を呈する結晶として産する。最大規模の結晶は一般に1.5 cm程度である。マダガスカルでは6 cmにも及ぶ結晶が報告されている。

## 化学的性質
トリアナイトは、色や比重、組成によって次の3種類に分類される。
- αトリアナイト
- βトリアナイト
- γトリアナイト

トリアナイトと閃ウラン鉱は合成鉱物および天然鉱物において完全な固溶体を形成する。
2つの鉱物種はTh:U ＝ 1:1の組成比で分離し、ウランおよびトリウムはそれぞれ最大で46.50%、87.9%の組成を占めることができる。
トリウムは希土類元素(主にセリウム、Ce)によって8質量%程まで置換される。
ほとんどの場合、セリウムは4価のカチオン(Ce4+)として存在する。
合成鉱物においてはCeO2 - PrO2 - ThO2 - UO2の完全連続固溶体を形成することが知られる。
少量の鉄(Fe3+)やジルコニウム(Zr)もまた同形置換することがある。
存在するPbは大抵が原子核崩壊に由来する。